# Эбботт, Дайан
Дайан Джули Эбботт (англ. Diane Julie Abbott; род. 27 сентября 1953 года) — британский политик, член парламента от Hackney North и Stoke Newington с 1987 года. Член Лейбористской партии, она была членом теневого кабинета с 2010 по 2010 гг. и с 2016 по 2020 гг. Эббот является первой чернокожей женщиной, избранной в парламент.
Эбботт родилась в Паддингтоне, Лондон, в британской ямайской семье. Она училась в школе округа Харроу для девочек, а затем прошла курс истории в Ньюнхем-колледже в Кембридже. Поступив на государственную службу, она работала репортёром на Thames Television и TV-am, а затем стала сотрудником пресс-службы Совета Большого Лондона. Присоединившись к лейбористской партии, она была избрана членом городского совета Вестминстера в 1982 году, а затем депутатом в 1987 году, и с тех пор избиралась на всех всеобщих выборах. Она была членом чёрных секций Лейбористской партии, как и другие депутаты Пол Боатенг, Берни Грант и Кит Ваз, которые также были избраны в 1987 году.
Критиковала новый лейборизм Тони Блэра как неолиберальный поворот партии; в Палате общин проголосовала против нескольких инициатив Блэра, включая участие в войне в Ираке и предлагаемое введение удостоверений личности. Активная деятельница левосоциалистического крыла партии (в том числе участница Socialist Campaign Group), Эбботт в 2010 году выдвигалась на руководство Лейбористской партии на левой платформе, проиграв Эду Милибэнду, назначившему её теневым секретарём здравоохранения.
Сторонница выдвижения Джереми Корбина на пост лидера лейбористов в 2015 году, Эбботт стала в его теневом кабинете теневым государственным секретарём по международному развитию, затем теневым секретарём здравоохранения и, в конечном итоге, теневым секретарём внутренних дел. Как ключевая союзница Корбина, она поддерживала возглавляемое им движение Лейбористской партии «влево». Она безуспешно пыталась быть кандидатом от лейбористов на выборах мэра Лондона в 2016 году и поддержала неудачную кампанию «Британия сильнее в Европе» за сохранение членства Великобритании в Европейском союзе.

## Ранняя жизнь и карьера
Эбботт родилась в семье ямайцев в Паддингтоне, Лондон, в 1953 году. Её отец был сварщиком, а мать — медсестрой. Оба её родителя бросили школу в возрасте 14 лет. Она училась в школе для девочек округа Харроу, а затем в Ньюнхем-колледже в Кембридже, где она прошла курс истории, получив более низкую степень второго класса. В Кембридже её обучал сэр Саймон Шама.
После университета Эбботт стала стажёром по административным вопросам (быстрый путь к руководящим должностям в государственной службе Её Величества) в Министерстве внутренних дел (с 1976 по 1978 год), а затем стала сотрудником по межрасовым отношениям в Национальном совете гражданских свобод с 1978 год до 1980 г.). Она была репортёром на телевидении Темзы с 1980 по 1983 год, а затем работала в телевизионной компании TV-am с 1983 по 1985 год. Она была пресс-секретарём Совета Большого Лондона при Кене Ливингстоне с 1985 по 1986 год и главой отдела по связям с прессой и общественностью Совета Ламбета с 1986 по 1987 год.

## Политическая карьера
Карьера Эбботт в политике началась в 1982 году, когда она была избрана в городской совет Вестминстера, где проработала до 1986 года. В 1983 году она принимала активное участие в движении чёрных секций лейбористской партии вместе с Берни Грантом, Полом Боатенгом и Китом Вазом, выступая за большие африканские Карибские острова и Азиатское политическое представительство. В 1985 году она безуспешно боролась за право быть избранной в Брент Ист, проиграв Кену Ливингстону. В 1987 году Эбботт была избрана в Палату общин, заменив бывшего депутата от лейбористской партии Эрни Робертса в качестве депутата от Hackney North и Stoke Newington. Она была первой чернокожей женщиной, ставшей депутатом.
Речь Эбботт о гражданских свободах в дебатах по законопроекту о борьбе с терроризмом в 2008 году была удостоена награды журнала Spectator «Парламентская речь года» и дальнейшего признания на церемонии вручения награды в области прав человека в 2008 году. Речь Эбботт на дебатах в Палате общин по Карибскому региону включена в антологию Маргарет Басби «Новые дочери Африки» за 2019 год.
Эбботт работала в ряде парламентских комитетов по социальным и международным вопросам и занимал теневые министерские должности в последующих Теневых кабинетах. Большую часть 1990-х она также работала в специальном комитете казначейства Палаты общин. Она продолжала работать в Специальном комитете по иностранным делам. Она родила сына в октябре 1991 года, за год до того, как Палата общин ввела ясли. У неё не было отпуска по беременности и родам, и она была вынуждена посещать парламент и голосовать на протяжении всей беременности. Рожая в понедельник, она была вынуждена работать до четверга, а через восемь дней вернулась в парламент.
Эбботт возглавляет Всепартийную парламентскую британо-карибскую группу и Всепартийную группу серповидных клеток и талассемии. Она является основателем инициативы «Лондонские школы и чернокожие дети», целью которой является повышение уровня успеваемости чернокожих детей.
В мае 2010 года Эбботт возвратилась в качестве депутата от округа Hackney North и Stoke Newington. Она была снова переизбрана в 2015 году с 62 % голосов.
В Голдсмитском колледже, 26 октября 2012 года состоялись юбилейные торжества в честь 25-летней работы Эбботт в парламенте, с участием Джонсон, Линтон Квеси, Линтоном Квеси Джонсоном, Кадижем Сесая, Тандеем Акинтан и других.

### Выборы руководства 2010 года и роль переднего сиденья

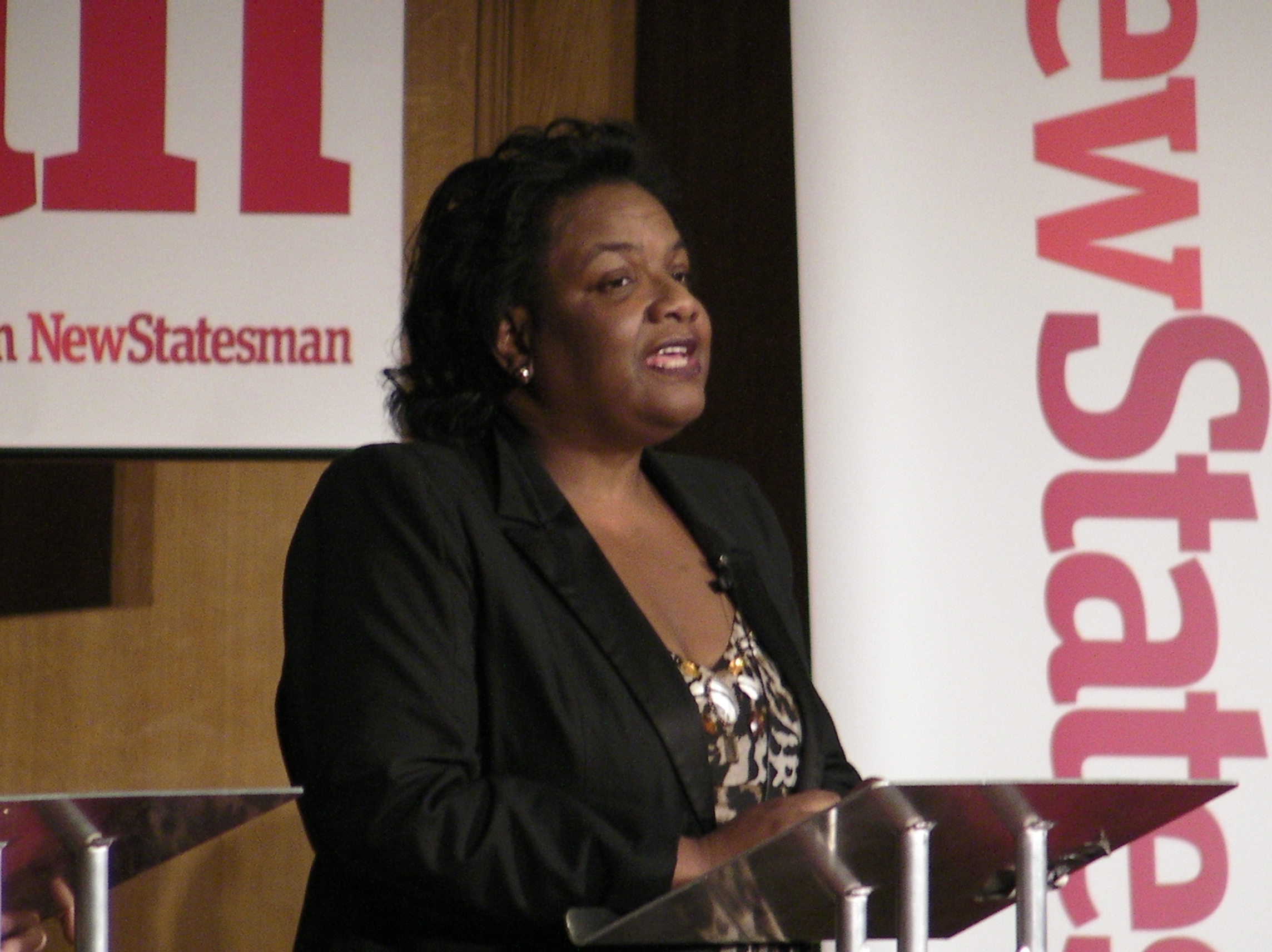
Эбботт выступает на предвыборной кампании New Statesman по выборам руководства Лейбористской партии в 2010 году

20 мая 2010 года Эбботт объявила о своём намерении участвовать в конкурсе на лидерство лейбористов. К 9 июня она получила необходимые 33 кандидатуры, чему способствовал снятие левого кандидата Джона МакДоннелла и поддержала Дэвида Милибэнда и Джека Стро, среди прочих. В субботу, 25 сентября 2010 года, Эд Милибэнд был объявлен новым лидером Лейбористской партии, Эбботт проиграла в первом туре голосования, получив 7,24 % голосов.
Позднее Эд Милибэнд назначил Эбботт теневым секретарём общественного здравоохранения, взяв на себя теневую ответственность за ряд вопросов, включая здоровье детей, услуги по охране материнства, сексуальное здоровье, табак, уход за больными, ожирение и злоупотребление алкоголем. После того, как она перешла на переднюю скамейку, 27 сентября 2011 года газета Telegraph сообщила, что Эбботт «стала одним из лучших исполнителей лейбористов на передней скамье».
В вопросе об абортах Эбботт стала активным сторонником «выбора», выступая против изменений в политике консультирования по абортам и сокращения сроков проведения абортов. Она ушла из межпартийной группы по консультированию по абортам, заявив, что это не более чем прикрытие для продвижения программы против абортов без обсуждения в парламенте.
5 февраля 2013 года после второго чтения Эбботт проголосовала за законопроект о браках (однополых парах).

### Отстранение от должности и выборы мэра Лондона в 2015 году
С 8 октября 2013 года, Эбботт была уволена с должности теневого секретаря здравоохранения, её заменила в качестве теневого секретаря здравоохранения Лучиану Бергер. 23 июня 2014 года Эбботт заявила, что рассмотрит возможность баллотироваться на выборах мэра Лондона в 2016 году в качестве мэра Лондона. 30 ноября 2014 года Эбботт объявила о своём намерении выдвинуть свою кандидатуру от лейбористов на выборах мэра Лондона в 2016 году. Она потерпела неудачу в своей заявке на выдвижение лейбористов на выборах 2015 года на выборах мэра Лондона .
Она была одной из 16 подписавших в январе 2015 года открытого письма Эду Милибэнду, призывающего партию отказаться от дальнейшей жёсткой экономии, вернуть железнодорожные франшизы в государственную собственность и укрепить коллективные переговоры.

### Вернитесь в переднюю панель
Близкий союзник Джереми Корбина, Эбботт была одним из 36 депутатов от лейбористской партии, выдвинувших её кандидатом на выборах руководства лейбористов в 2015 году. После избрания Корбина лидером лейбористов Эбботт была назначена на пост теневого государственного секретаря по международному развитию.
27 июня 2016 года, после отставки многих членов министерской команды лейбористов после референдума о Брексите, Эбботт была назначена на должность теневого секретаря здравоохранения.
6 октября 2016 года, после отставки Эндрю Бернхема, Эбботт была назначена теневым секретарём внутренних дел. Она была приведена к присяге в Тайном совете 15 февраля 2017 года.

### Всеобщие выборы 2017 г.

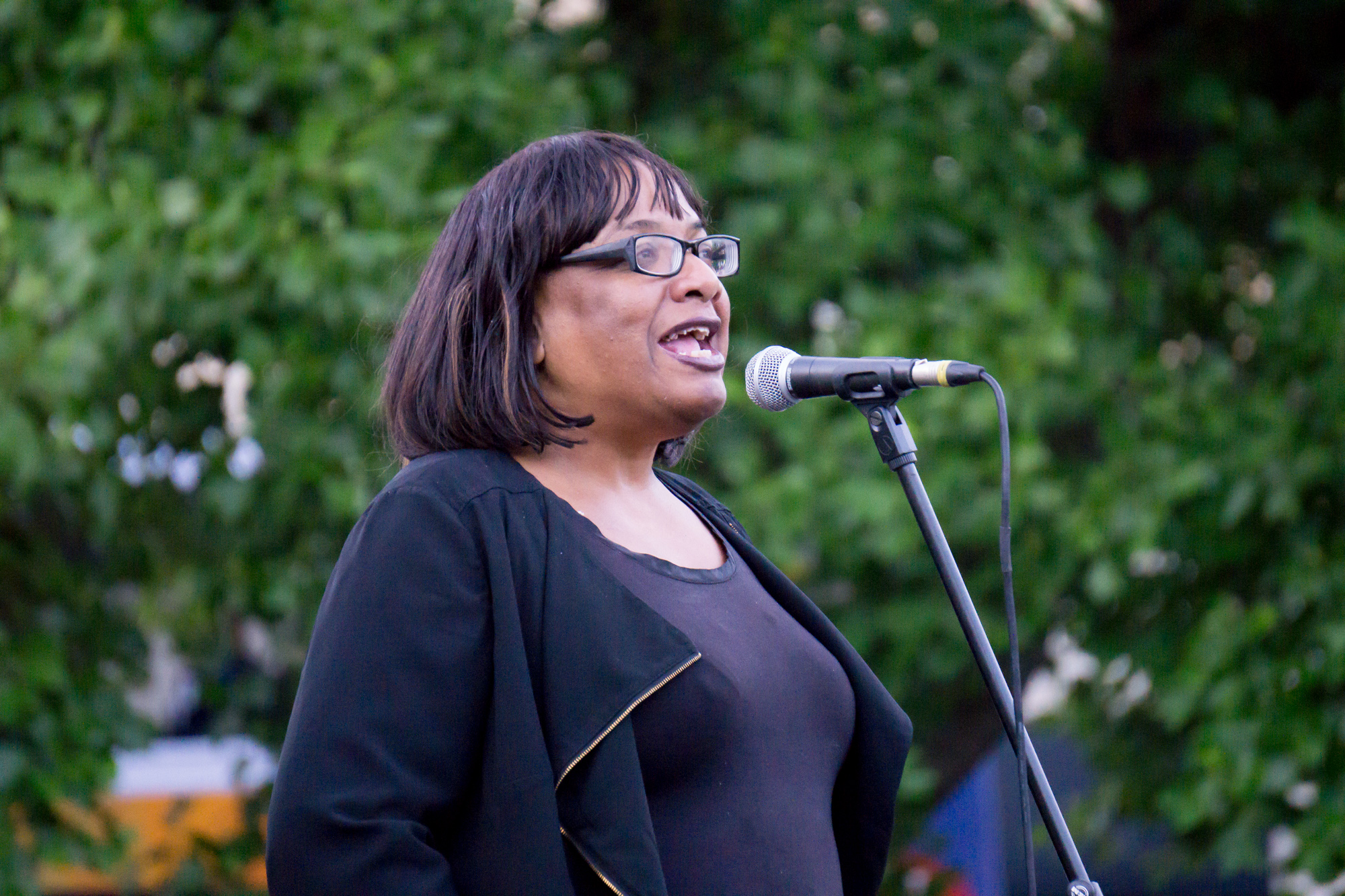
Эбботт на митинге в августе 2016 г.

2 мая 2017 года, во время всеобщей избирательной кампании того года, обещание лейбористов нанять дополнительно 10 000 полицейских было омрачено неспособностью Эбботт дать точные данные о финансировании. В интервью Радио LBC с Ником Феррари она неоднократно пыталась объяснить, как это обещание будет финансироваться. Во время интервью Эбботт часто делала паузы, перетасовывала свои бумаги и называла неправильные цифры. Когда её спросили о её выступлениях, лидер лейбористов Джереми Корбин сказал, что его не смущает то, что многие эксперты называют интервью «автокатастрофой».
В дополнительном интервью, проведённом ITV 5 мая 2017 года, когда объявлялись результаты местных выборов 2017 года, Эбботт снова не смогла дать точные цифры о деятельности лейбористской партии, предполагая, что партия потеряла 50 мест. Однако её цифра была скорректирована интервьюером, который заявил, что лейбористы фактически потеряли 125 мест, после чего Эбботт заявила, что последние цифры, которые она видела, были чистыми потерями около 100.

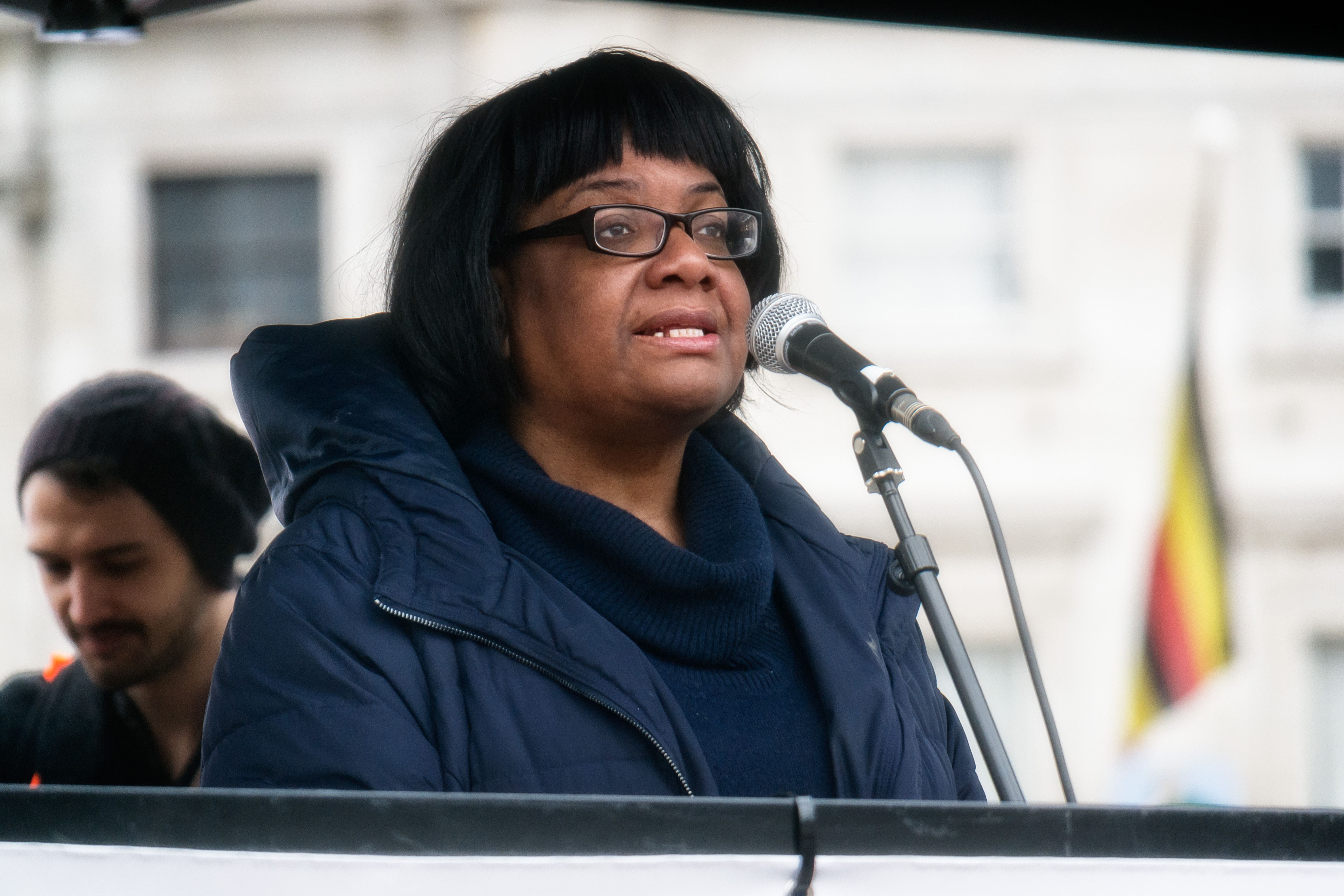
Abbott на митинге на Трафальгарской площади в 2016 году

5 июня 2017 года во время интервью Sky News Эбботт не смогла ответить на вопросы о докладе Харриса о том, как защитить Лондон от террористических атак. Она настаивала на том, что прочитала отчёт, но не смогла вспомнить ни одну из 127 рекомендаций. Когда её спросили, может ли она вспомнить конкретные рекомендации, Эбботт сказала: «Я думаю, что это был важный обзор, и мы должны действовать по нему». Эбботт также опровергла сообщения о том, что Корбин и теневой канцлер Джон Макдоннелл пытались помешать ей вести радиопередачи. На следующий день Эбботт в последнюю минуту отказалась — сославшись на болезнь — от совместного интервью для Woman’s Hour. 6 июня, в котором она должна была встретиться со своей консервативной соперницей Эмбер Радд. 7 июня Корбин объявил, что Эббот «нездоровится». Лин Браун временно заменила её. Барри Гардинер сказал в радиоинтервью на LBC, что у Эбботт диагностировали «длительное» заболевание, и он «смиряется с этим».
Несмотря на эти разногласия, Эбботт была переизбрана на своё место в Hackney North и Stoke Newington, получив 75 % голосов. На следующей неделе стало известно, что у Эбботт был диагностирован диабет 2 типа в 2015 году. «Во время избирательной кампании всё сошло с ума — диабет вышел из-под контроля, уровень сахара в крови вышел из-под контроля», — сказала она The Guardian. Проведение шести или семи интервью подряд стало проблематичным, потому что она ела недостаточно еды, что вынудило её прерваться. Состояние вернулось снова под контроль. Эбботт вернулась к роли теневого секретаря внутренних дел 18 июня.

### С 2017 года
2 октября 2019 года Эбботт стала первым чернокожим депутатом в the dispatch box at Prime Minister’s Questions. Она временно заменила лидера оппозиции Джереми Корбина, а первый госсекретарь Доминик Рааб заменил премьер-министра Бориса Джонсона.
Эбботт была сторонником спикера Палаты общин Джона Беркоу и защищала его от обвинений в издевательствах, выдвинутых Дэвидом Лики. Она была переизбрана на внеочередных всеобщих выборах 2019 года .
23 февраля 2020 года Эбботт заявила, что уйдёт с поста теневого секретаря внутренних дел после избрания нового лидера лейбористов. Она ушла 5 апреля, и её сменил Ник Томас-Симондс.
В апреле 2020 года она была назначена в специальный комитет по внутренним делам.

## Воспоминания
Мемуары Эбботт «Женщина, подобная мне» будут опубликованы Viking летом 2022 года, чтобы отметить её 35-летие в парламенте и рассказать её историю как первой чернокожей женщины, ставшей депутатом.

## Участие в шоу в СМИ
До своего назначения теневым секретарём в октябре 2010 года Эбботт появлялась вместе с медийным деятелем и бывшим консервативным политиком Майклом Портильо в еженедельном политическом дайджесте BBC This Week. Эбботт и Портильо знают друг друга со школьной скамьи, во время которой они участвовали в совместных школьных постановках «Ромео и Джульетта» (хотя и не в главных ролях) и «Макбета» в роли леди Макдафф и Макдуфф соответственно.
В августе 2012 года BBC Trust постановила, что выплаты Эбботт за её выступления на этой неделе были произведены в нарушение правил BBC, запрещающих выплаты депутатам, представляющим их политические партии. Со своей стороны, Эбботт правильно указала платежи в парламентском реестре интересов членов. В Trust также заявили, что Эбботт слишком часто появлялась на шоу.
Эбботт — частый оратор, автор статей в газетах и телеведущая, появляющаяся в таких программах, как Есть ли у меня новости для вас?, Приходите поужинать со мной и Наличные на чердаке.
Эбботт была номинирована на премию Массовый дипломат Initiative Award в 2015 году за свою работу и остаётся в каталоге публикации Grassroot Diplomat Who’s Who.

## Политические позиции
Позиция Эбботт отличается по некоторым вопросам от политики партии, в том числе война в Ираке, удостоверения личности и агитацию против возобновления программы Трайдент ядерного оружия Великобритании.

### Права на аборт
Эббот поддерживала Закон об оплодотворении человека и эмбриологии 2008 г. (вместе с Кэти Кларк и Джоном Макдоннеллом) — в том числе в 2008 году выступала за поправку Закона об абортах 1967 года: применение в Северной Ирландии. В своей статье для The Guardian Эбботт утверждала:
Что касается права женщины в Северной Ирландии — гражданки второго сорта. Им отказывают в лечении и финансировании абортов, которые разрешены каждой второй женщине в Соединенном Королевстве.
Сообщалось, что в то время лейбористское правительство (в частности, Гарриет Гарман) просило депутатов не вносить эти поправки (по крайней мере, до третьего чтения), а затем якобы использовало парламентские механизмы для предотвращения голосование соответственно. Выступая на дебатах в парламенте, Эбботт раскритиковала эти «манёвры»:
Я выступаю против предложения по программе, потому что — и говорю это без всякого удовольствия — это и порядок обсуждения, по-видимому, представляют собой неудачный манёвр министров, направленный на прекращение полного обсуждения некоторых очень важных вопросов. Я понимаю, что министры не намеревались сделать этот законопроект об абортах. Я открыта для аргумента, что у нас должен быть другой законодательный акт, который позволил бы провести полное обсуждение большинства вопросов, касающихся абортов, которые были подняты в виде поправок и новых статей к законопроекту, но есть особый случай для обсуждения и голосование по внесенному мною новому пункту о распространении действия Акта 1967 года на Северную Ирландию.

### Саудовская Аравия
Эбботт раскритиковала правительство Дэвида Кэмерона за его неизменную поддержку военной интервенции в Йемене под руководством Саудовской Аравии. В марте 2016 года Эбботт написала: «Только за последний год Великобритания продала оружия на сумму около 6 миллиардов фунтов стерлингов Саудовской Аравии, чья кампания в Йемене нацелена на гражданское население — ООН, HRW и Amnesty сообщают о 191 подобном нападении.»

### Референдум о членстве в ЕС 2016 г.
Эбботт провела кампанию и поддержала официальное предпочтение лейбористской партии кампании по сохранению на референдуме о членстве Великобритании в Европейском союзе в 2016 году.
Однако в январе 2017 года Эбботт заявила, что лейбористы могут выступить против принятия законопроекта о применении статьи 50, если поправки лейбористов будут отклонены. Она воздержалась от голосования во втором чтении законопроекта о Брексите после того, как заболела за несколько часов до голосования, а позже проголосовала за в третьем и последнем чтении.

### Скандал с Виндраш
Эбботт написала Саджиду Джавиду, чтобы он опубликовал данные о людях, вовлечённых в скандал с Виндраш, а также рассказал, сколько граждан Содружества потеряли работу, стали бездомными и не могли пользоваться государственными услугами. Она написала, что «тёплых слов недостаточно», и заявила, что прозрачность необходима для того, чтобы вселить уверенность поколения Виндраш, что министры осознали, что «явно является системной проблемой в Министерстве внутренних дел. Чтобы выполнить своё обещание поступайте правильно с поколением Виндраш и начинайте исправлять эту историческую ошибку, вы должны перестать скрывать масштабы кризиса Виндраш и публиковать эти цифры. (…) Неприемлемо и откровенно скандально, что масштабы кризиса Виндраш ещё остались. Будет объявлено, и что министр внутренних дел должен опубликовать эти цифры. Как показывает скандал с Виндраш, враждебная среда неизбежно ловит наших сограждан, имеющих законное право находиться здесь, в своих сетях. Теперь правительству нужно перестать скрывать истинные человеческие жертвы враждебной окружающей среды».
В августе 2018 года Эбботт пожаловалась на то, что всё ещё были задержки в урегулировании претензий Виндраш, заявив: «От скандала в Виндраш до иммиграционного задержания и этих возмутительных задержек — давно пора, что правительство берёт на себя ответственность за то, чтобы оставлять людей в беде и нищете».

### Комментарии о Мао Цзэдуне
В 2008 году во время интервью BBC One This Week между Эббот, Майклом Портильо и Эндрю Нилом о том, кто был худшим диктатором в истории, Эббот сказала о китайском лидере Мао Цзэдуне: «Я полагаю, некоторые люди решат, что в итоге Мао принёс больше пользы, чем вреда. … Он вывел свою страну из феодализма, он помог победить японцев и покинул свою страну на грани того большого экономического успеха, которого они сейчас достигают». В конце она сказала: «Я просто излагала дело Мао».

## Политические противоречия

### Воспитание сына Эбботт
Решение Эбботт в 2003 году отправить своего сына в частную школу Лондонского Сити после критики коллег за то, что они отправляют своих детей в специальные школы, которые она сама назвала «неоправданными» и «интеллектуально непоследовательными», вызвало споры и критику.
Согласно Daily Mirror, она сказала: «Я много работала над тем, как чёрные мальчики не успевают в средней школе, поэтому я знала, насколько это серьёзная проблема. Я знала, что может случиться с моим сыном, если его отправят в школу. Не в ту школу и попала не в ту толпу. Я понял, что они подвергались давлению со стороны сверстников, и когда такое случается, матери очень трудно спасти своего сына. Как только чёрный мальчик теряется в мире банд, их очень трудно достать назад, и я искренне очень боялся того, что могло произойти».
Её сын позвонил по рации и сказал, что его мать следует его собственным желаниям: «Она не лицемер, она просто поставила то, что я хотел, а не то, что думали люди», — сказал он LBC. Он добавил, что хотел пойти в частную, а не учиться в местной государственной школе в избирательном округе Hackney.

### Реестр интересов участников
В 2004 году, после жалобы депутата от консерваторов Эндрю Розинделла, Эбботт попала под расследование Комитетом по стандартам и привилегиям в отношении платежей, которые она получила от BBC. Комитет обнаружил, что она не задекларировала доход в размере 17 300 фунтов стерлингов в Реестре интересов членов, который она получила за выступления в телепрограмме на этой неделе. Комитет удовлетворил жалобу и потребовал, чтобы Эбботт принесла извинения Палате представителей.

### Комментарии к расе
В 1996 году Эбботт подверглась критике после того, как она заявила, что в её местной больнице «светловолосые голубоглазые финские девушки» не подходят в качестве медсестёр, потому что они «никогда раньше не встречали чернокожих». В ответ Марк Уодсворт, основатель Anti-Racist Alliance, чья мать — финка, указал, что нынешняя Мисс Финляндия, Лола Одусога, была чернокожей из Нигерии. «Она такая же чёрная финка, как я», — сказал он. Позицию Эбботт поддержал член парламента от лейбористов Берни Грант: «Привести сюда кого-то из Финляндии, который никогда раньше не видел чернокожих, и ожидать, что они проявят сочувствие к чёрным — это чепуха. Скандинавские люди не знают чернокожих — они, вероятно, не знают, как измерить их температуру».
В 2010 году, отстаивая своё решение отправить сына в частную школу, она заявила, что «мамы из Вест-Индии пойдут на стену за своих детей», что вызвало критику по поводу этого предполагаемого пренебрежения к белым матерям.
4 января 2012 года Эбботт написал в Твиттере: «Белые люди любят играть в „разделяй и властвуй“. Мы не должны играть в их игру», что снова вызвало широкую критику, в том числе обвинения в расизме. Эбботт позже извинилась за «любое оскорбление», заявив, что она не намеревалась «делать обобщения о белых людях». Эбботт также заявила в интервью Эндрю Нилу, что её твит касается истории Британской империи. Заместитель премьер-министра Ник Клегг назвал её комментарии «глупым и грубым обобщением». Надхим Захави депутат-консерватор заявил: «Это расизм. Если бы это был белый член парламента, который сказал бы, что все чёрные люди хотят делать с нами плохие вещи, он бы ушёл в отставку в течение часа или был бы уволен». Представители общественности подали жалобы, но столичная полиция заявила, что расследование не будет начато и ей не будут предъявлены обвинения, заявив, что она «не совершала уголовного преступления».
11 мая 2020 года появились видеодоказательства того, что Эбботт сделала ещё одно очень похожее замечание во время онлайн конференц-связи. Она сказала: «Нам нужно единство между чернокожими, азиатами, этническими меньшинствами и мусульманами — нам нужно максимальное публичное проявление единства. Потому что раз за разом, в последние 32 года, я видела попытки людей организовать его нарушают белые люди, разыгрывающие карту „разделяй и властвуй“, и на этот раз мы не можем этого допустить».

### ИРА
В мае 2017 года The Sunday Times сообщила, что Эбботт поддержала ИРА в интервью 1984 года про-республиканскому журналу Labor and Ireland. В интервью 1984 года Эбботт раскритиковала юнионистское население Северной Ирландии как «анклав идеологии белого превосходства, сравнимый с белыми поселенцами в Зимбабве», и призвал игнорировать их взгляды по вопросу об объединении, добавив «Ирландия — это наша борьба. Каждое поражение британского государства — это победа для всех нас. Поражение в Северной Ирландии было бы действительно поражением».
В мае 2017 года, когда она работала теневым секретарём внутренних дел, Эндрю Марр спросил её, сожалеет ли она о своих комментариях по поводу ИРА. Эбботт ответила, что «это было 34 года назад, и я уехала».

### Взимание платы за выступления перед студентами
В 2017 году Эбботт подверглась критике после того, как выяснилось, что в 2011 году она получила от Бирмингемского университета 1750 фунтов стерлингов за 50-минутную речь. Онлайн-петиция призвала Эбботт вернуть деньги, которые будут использованы в образовательных целях.

### Появление рядом с отрицателем нарушения прав человека в Китае
В ноябре 2020 года Эбботт извинилась за то, что появилась в прямом эфире с Ли Цзинцзином, журналистом, работающим на китайскую государственную CGTN, который отрицал нарушения прав человека в отношении уйгуров и предположил, что они были «выдумкой», сфабрикованной, чтобы попытаться начать «расовую войну». Эбботт не смогла оспорить эти замечания.

## Оскорбления в Интернете
В статье The Guardian в феврале 2017 года Эбботт писала о том, что она ежедневно получает в Интернете оскорбления расистского и сексистского характера, например угрозы изнасилования. Несколькими днями позже, в интервью Софи Ридж на Sky News, Эбботт предложила провести парламентское расследование сексистских и расистских злоупотреблений в отношении депутатов в социальных сетях и того, как Твиттер и Facebook расследуют возникающие дела. Согласно отчёту Amnesty International, Эбботт стала объектом почти половины всех оскорбительных твитов о женщинах-депутатах в Твиттере во время избирательной кампании 2017 года, получив в десять раз больше оскорблений, чем любой другой депутат.

## Личная жизнь
У Эбботт были непродолжительные отношения с Джереми Корбином, который позже стал лидером лейбористов, когда он был советником на севере Лондона в конце 1970-х годов. В 1991 году она вышла замуж за Дэвида П. Айенсу-Томпсона, ганского архитектора. У них был один сын Джеймс (родившийся в октябре 1991 или 1992) и развелась в 1993 году. Эбботт выбрала Джонатана Эйткена крёстным отцом своего сына.
В 2007 году Эбботт начала учиться игре на фортепиано под руководством Пола Робертса, профессора фортепиано в Гилдхоллской школе музыки и театра, для документальной телепрограммы BBC Сыграй ещё раз. Она сыграла перед аудиторией Прелюдию № 4 ми минор Фридерика Шопена.
В 2015 году у Эбботта был диагностирован диабет 2 типа.
В сентябре 2020 года была выпущена авторизованная биография Дайаны Эбботт Робина Банса и Самары Линтон Diane Abbott: The Authorized Biography. В 2020 году Эбботт пригласили участвовать в шоу «Танцы со звёздами» . Выступая в программе «Сегодня» BBC Radio Four, она сказала, что отказалась от приглашения. Вместо этого она сказала, что будет продолжать делать то, что она делала всю свою жизнь, выступая за права человека, гражданские свободы, права женщин и представляя народ Hackney.